# Potemník moučný
Potemník moučný (Tenebrio molitor) je brouk, druh potemníka z čeledi potemníkovití. Larválnímu stadiu potemníka moučného se lidově říká moučný červ.
Jako všechny druhy hmyzu s proměnou dokonalou prodělává potemník moučný čtyři vývojová stadia: vajíčko, larva, kukla a dospělec. Larvy mívají kolem 2,5 cm nebo více, zatímco dospělci měří 1,25 až 1,8 cm.

## Využití
Mouční červi mají vysoký obsah proteinů, který z nich dělá vítaný zdroj potravy. Jsou používáni jako zdroj potravy pro plazy, ptáky a hlodavce chované v zajetí. Pro ty se také mohou mouční červi usušit. Při nepříznivém počasí jimi lze přikrmovat v době hnízdění volně žijící ptáky. Používají se také jako nástraha při rybaření. Ve formě proteinové moučky nebo vcelku mohou být potravou i pro člověka.

## Galerie

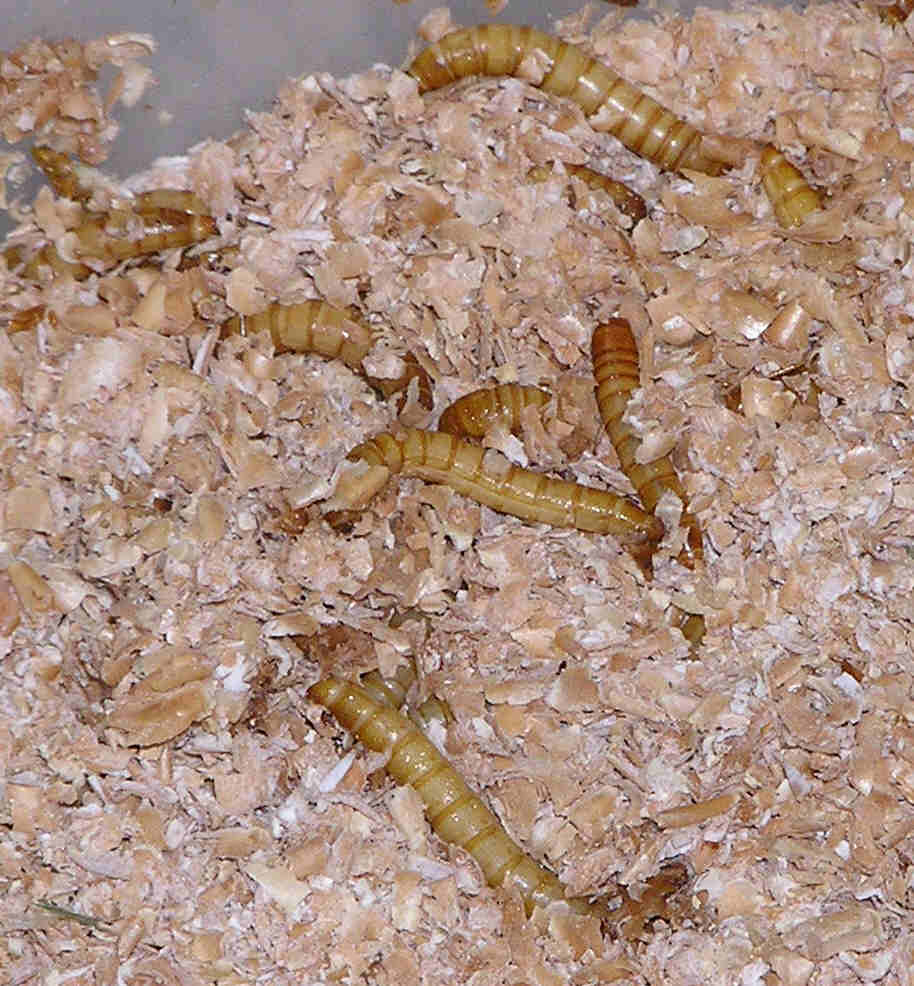
Larvy, lidově mouční červi
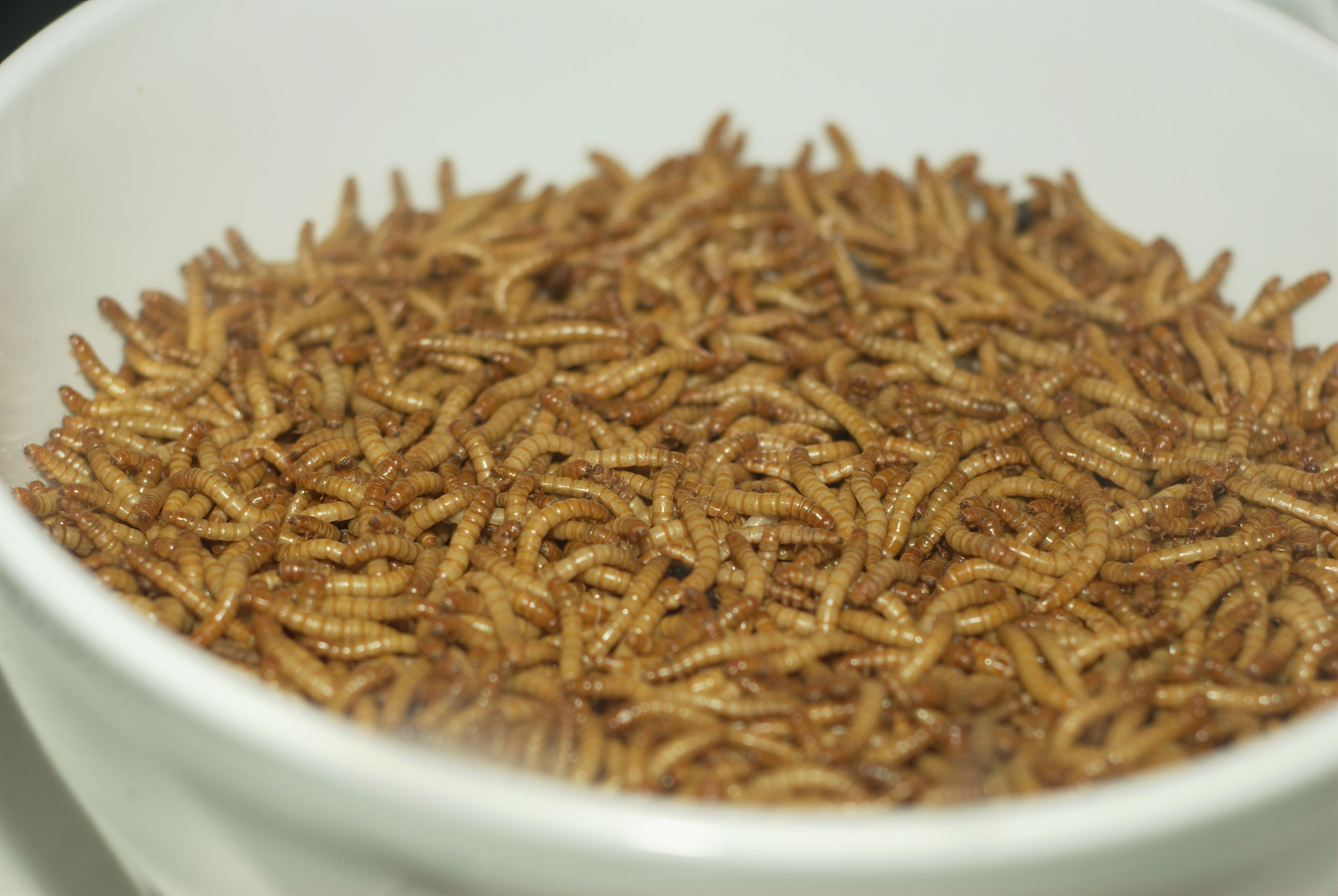
Mísa s moučnými červy